# Christian Seest
Christian Carlsen Seest (virksom 1734-1768) var en dansk billedhugger. 

## Uddannelse
Seest forlod Danmark 1734 med rejsepas til Tyskland, Holland og andre lande. Han fik i 1741 en understøttelse på 100 rigsdaler kurant for i to år at uddanne sig i udlandet. 1742, da han var i Paris, fik han yderligere en gave på 50 rigsdaler for at "kunde sig habilere i sin metier". 

## Karriere
Han var kgl. hofbilledhugger fra 16. september 1748 indtil 1768, hvor han sidste gang optræder i Statskalenderen, og var i 1754-57 i London, hvorfra han 1754 hjemsendte et udkast til et mindesmærke over Frederik V. Seest havde formodentlig opholdt sig der forinden og blev der sikkert resten af sit liv, for han vendte ikke tilbage til sit fædreland (ifølge George Vertue (1750) var han i England to gange med mellemliggende ophold i Holland). Seest virkede i den engelske hovedstad som fast medhjælper hos Louis-François Roubiliac (omtalt som sådan 1750 og 1754).
Om hans projekt til monumentet for kongen fandt Kunstakademiet "at hans Tegning var maadelig, allerhelst for et Menneske, der ikke mere kunde gælde for Elev", men anbefalede ham dog til kgl. nåde; han synes forinden at have fået 150 rigsdaler af Partikulærkassen. Samme år fik han understøttelse "zu seiner Instandsetzung". Projektet af 1757 savnede "Simplicitet", mens modellen 1758 fandtes "at være gjordt med største fliid og Vendskibelighed". Den danske nationaløkonom, professor Martin Hübner, der traf Seest i London 1754, fandt ham "bien habil", og George Vertue siger om Seest, at "he is an Ingenious man draws very well & modells in good manner and Taste".
Seest var i kontakt med tidens to store mæcener, Adam Gottlob Moltke og Johan Ludvig Holstein.
I Akademiets inventar fra 1759 nævnes en indrammet rødkridttegning af et stort hoved, som Seest havde sendt fra England, og som blev brugt i Akademiets undervisning. 
Seest arbejede i en kompetent, men ikke bemærkelsesværdig rokokomanér, som sikkert ikke faldt i god jord hos klassicisten Saly, og hans hofstilling betegner nærmest en dekorationsbilledhugger.

## Værker
- Buste af George Vertue (udført Michaelmas (dvs. efterårssemestret) 1750, nu ukendt, men omtalt i Vertues dagbog, som udført af en dansk billedhugger "Siste", der tidligere af Vilhelm Slomann har været identificeret som M. H. Spang (s. d.), men siden af Christian Elling er bestemt som Seest)
- To "Modeller" til Adam Gottlob Moltke (indsendt til Akademiet 1757)
- Arbejdede hos Louis-François Roubiliac, bl.a. på dennes statue af Sir Isaac Newton (Trinity College, Cambridge University)
- Frederik V som kunsternes beskytter (1754, tegning i Rigsarkivet)
- Andet projekt til samme (tegning) indsendt til Akademiet 1757 samt model til samme, indsendt til Akademiet 1758)
- En buste (brændt ler, Ledreborg) er af Christian Elling bestemt som Frederik V og tilskrevet Seest